# Via Santa Teresa degli Scalzi
Via Santa Teresa degli Scalzi è una delle strade principali di Napoli situata tra i quartieri Stella e in minor parte Avvocata.
La strada parte dall'incrocio con via Salvator Rosa e via Enrico Pessina (per chi proviene dal centro) e termina al ponte della Sanità che la unisce con il corso Amedeo di Savoia, già detto fino al 1942 via nuova Capodimonte.
Prende il nome dalla seicentesca chiesa di Santa Teresa degli Scalzi che sorge a destra della strada. Dal momento che è vicina al Museo archeologico nazionale di Napoli, un tempo sede universitaria, la strada è detta anche via Santa Teresa al Museo o agli Studi, denominazioni attualmente abbastanza dimenticate dalla popolazione.

## Storia
La zona in cui la strada sorge era anticamente un casale fuori dal nucleo urbano chiamato Casciello, assai ripida e impervia e discretamente urbanizzata rispetto ai limitrofi agglomerati di Materdei e di Fonseca. Infatti fino al Settecento persistono in questa fascia di terreno molti spazi verdi, perlopiù terreni di proprietà di alcuni conventi che avevano la loro sede proprio in questa regione.

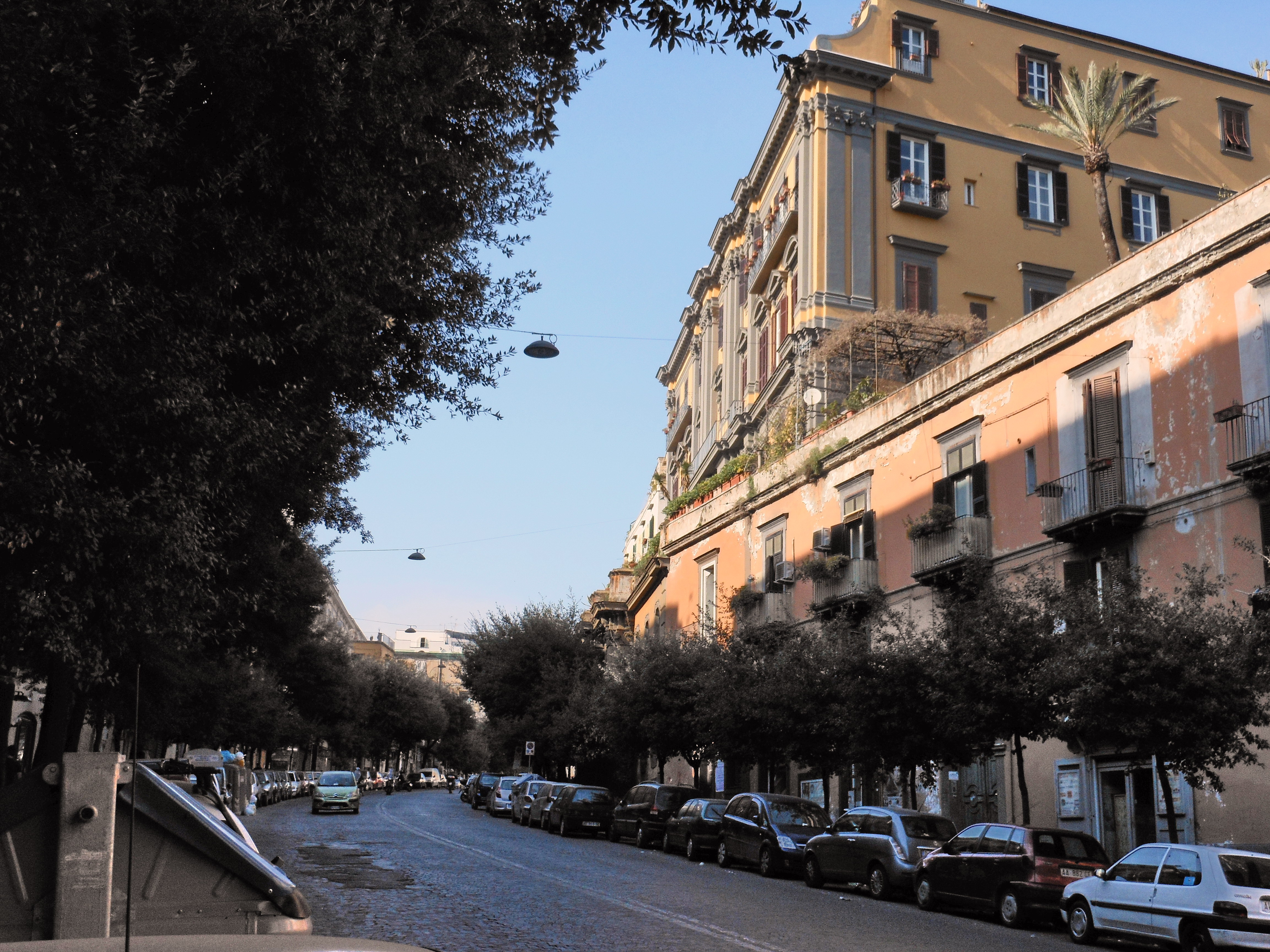
Via Santa Teresa a metà percorso: si noti il dislivello creato dalla nuova strada

La mappa del Duca di Noja, risalente al 1775, mostra un asse stradale che effettivamente si inerpica sulla collina e termina nel vallone della Sanità. Il primo tratto, quello inferiore, viene indicato col numero 346: Strada che porta a Santa Teresa, quello superiore col numero 543: Strada per cui si ascende il colle di Mater Dei (si parla di ascensione perché guardando verso sud la strada è in salita).
Di questo asse ad oggi sopravvive quest'ultimo tratto, cioè la discesa della Sanità che mostra ancora oggi un'accentuata ripidità. Ciò significa che la strada aveva una marcata pendenza su entrambi i pendii della collina.
La strada che oggi vediamo nasce agli inizi del XIX secolo secondo i progetti urbanistici ideati durante il decennio francese prima sotto Giuseppe Bonaparte poi sotto Gioacchino Murat che portarono alla realizzazione di un'arteria stradale il cui scopo era congiungere il centro con la allora periferica zona di Capodimonte che era tra l'altro sede del palazzo divenuto con i francesi residenza reale.
Infatti uno degli annosi problemi della reggia era la difficoltà a raggiungerla. Secondo ancora la mappa del Duca di Noja c'era un'unica strada di accesso, l'odierna salita Capodimonte, caratterizzata da un'altrettanto notevole ripidità.
Già nel 1789 l'architetto Vincenzo Ruffo aveva espresso una soluzione per ovviare alla carenza infrastrutturale che persisteva in città: nella sua opera Sull'abbellimento di cui è capace la città di Napoli aveva progettato una grande strada per Capodimonte che avrebbe superato l'erta collina che s'innalzava tra la piazza degli Studi e la reggia.

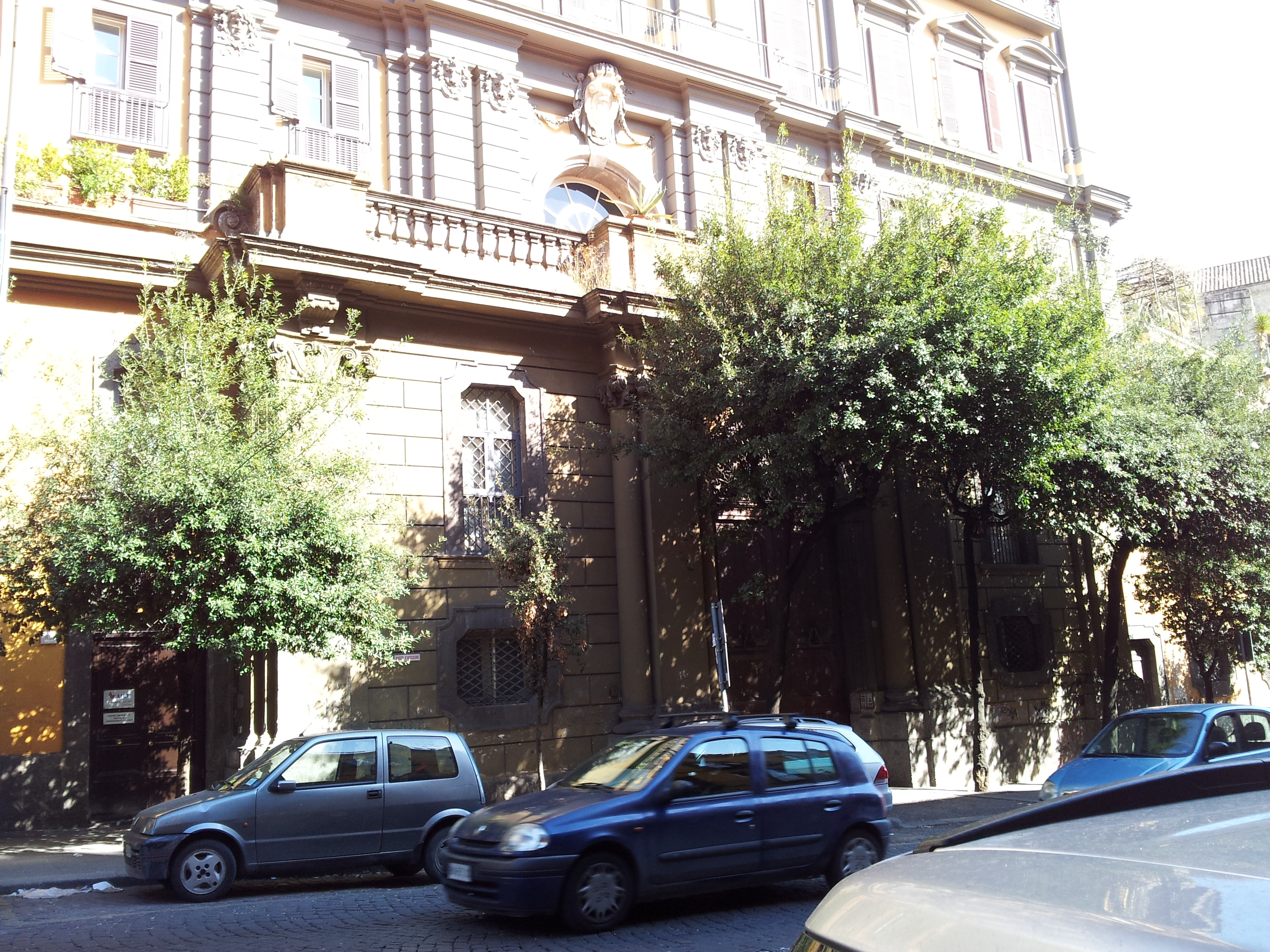
Il basamento costruito per permettere l'accesso al palazzo Albertini

I progetti del Ruffo ispirarono i francesi nella figura di Giuseppe Bonaparte che per motivi amministrativi prettamente di sicurezza decise di alloggiare nella reggia di Capodimonte e avviò una serie di espropri e lavori nei dintorni del palazzo reale.
I lavori cominciarono il 14 agosto 1807, il giorno precedente l'anniversario della nascita di Napoleone. André Miot, ministro dell'Interno, aveva diviso l'imponente infrastruttura in quattro tracciati che ebbero ognuno propri ingegneri ideatori.
Il tratto in interesse, cioè l'odierna via Santa Teresa, era stato progettato insieme ad un secondo tratto, l'odierno corso Amedeo di Savoia, da Nicola Leandro coadiuvato da Gioacchino Avellino sotto la supervisione di Bartolomeo Grasso.

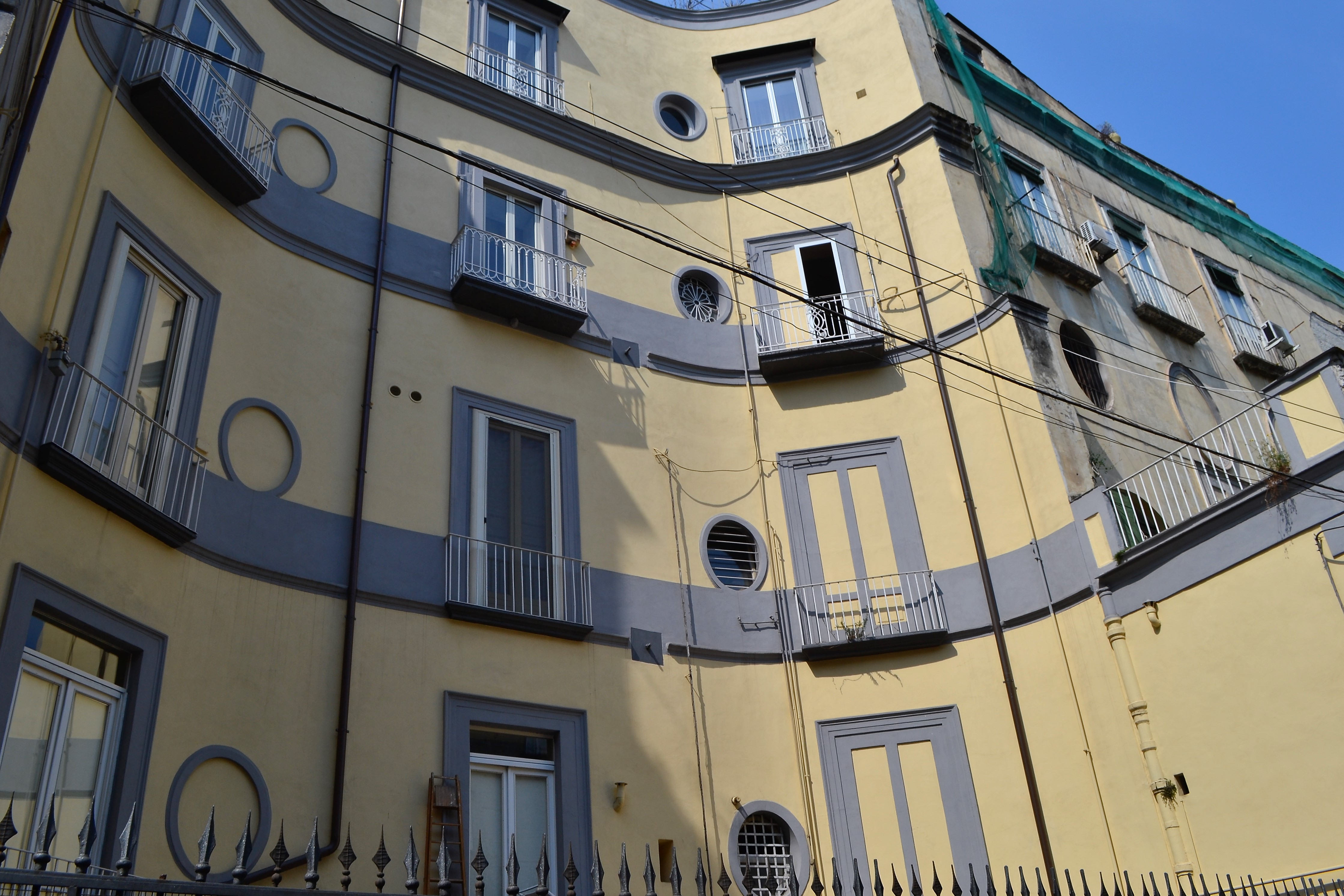
Il "mezzo" cortile di palazzo di Majo, che dà su Santa Teresa degli Scalzi

Furono proposti due progetti, assai arditi ingegneristicamente: il primo prevedeva la costruzione di una nuova piazza corrispondente all'attuale tondo di Capodimonte e l'apertura di una cavità che avrebbe permesso il superamento del dislivello; il secondo prevedeva il ribassamento del livello stradale e la costruzione di un ponte che scavalcava il vallone della Sanità.
Il percorso di via Santa Teresa si snodava, guardando verso nord, a destra della preesistente strada e dinanzi ad esso erano situati alcuni ostacoli: oltre al chiostro di Santa Maria della Sanità, manomesso per l'innalzamento del ponte, e alcuni palazzi, fu toccato in particolare anche il sanfeliciano palazzo di Majo che possedeva un cortile di forma poligonale. Questo venne tagliato (la scala interna, una delle grandi opere di Ferdinando Sanfelice, di poco al di fuori del nuovo tracciato, rimase intatta) e oggi appare a metà, più in basso del piano stradale.
Con il finanziamento dello stato, e il lavoro tecnico del Corpo di Ponti e strade, furono isolati al di sopra del livello stradale alcuni palazzi che si ergevano a sinistra dell'imbrecciatella (il nome popolare dell'attuale discesa della Sanità) visibili ancora oggi all'altezza del tratto di via Santa Teresa tra vico Santa Maria della Purità e vico lungo Sant'Agostino degli Scalzi per l'altezza inferiore dei nuovi edifici sorti lungo il nuovo corso. Tra questi c'è il conservatorio di Santa Maria della Purità degli Orefici e il palazzo Zezza, situato in salita San Raffaele 3 e che oggi fa semplicemente capolino da sopra la nuova cortina edilizia. Per ottenere una pendenza non eccessiva del nuovo Corso furono realizzati imponenti lavori di sbancamento e grandi muri di contenimento nell'area a occidente, avendo cura di realizzare a spese dello stato anche una cortina di edifici residenziali affinché la nuova strada avesse un dignitoso aspetto urbano, come il progetto complessivo prevedeva sin dall'inizio.
Questi interventi riguardarono la parte alta della strada che partendo dal vallone della Sanità termina idealmente all'incrocio con le vie Stella e Materdei. Il secondo tratto è quello che scende giù per la ripida collina e che è stato interessato dai più impegnativi lavori di sbancamento, che porteranno al di sopra del livello stradale palazzo Albertini di Cimitile e le chiese di Santa Teresa e di Sant'Agostino.
La strada fu inaugurata pur senza essere completata nel 1810 e prese interamente il nome di corso Napoleone. La dicitura fu scissa in due parti (via Santa Teresa e via nuova Capodimonte) dopo il ritorno dei Borbone con la Restaurazione. I lavori per la realizzazione degli edifici ai lati della strada avranno tempi più lunghi.
Nel 1818 l'architetto Luigi Malesci rettificò ulteriormente il tracciato presso l'incrocio con le vie Materdei e Stella, rendendolo ancora più piano dal momento che il livello raggiunto all'incrocio era talmente alto da creare una discesa abbastanza scomoda fino al ponte. Le due strade laterali ricevettero una modifica tale da adattarsi al nuovo livello della strada, modifica ancora visibile al giorno d'oggi.
Nel 1899 fu inaugurata la prima tratta delle tranvie di Capodimonte, il cui capolinea fu posizionato proprio in via Santa Teresa, all'incrocio con via Salvator Rosa, presso il Museo Nazionale. Verrà in seguito spostato in piazza Dante.
Via Santa Teresa è stata scena di due episodi importantissimi delle Quattro giornate di Napoli: la barricata fatta con una vettura tranviaria di traverso e il sacrificio in battaglia dello scugnizzo Gennaro Capuozzo.
Capuozzo fu uno dei più giovani insorti e partecipò ai combattimenti contro i tedeschi. Morì a causa dell'esplosione di una granata nemica, mentre lanciava bombe a mano contro i carri armati tedeschi dal terrazzino dell'istituto delle Maestre Pie Filippini. Per questo suo atto di coraggio gli fu attribuita la medaglia d'oro al valor militare alla memoria.
Pino Daniele ha dedicato alla strada un suo brano dell'album Musicante, pubblicato nel 1984: Santa Teresa.

## Descrizione

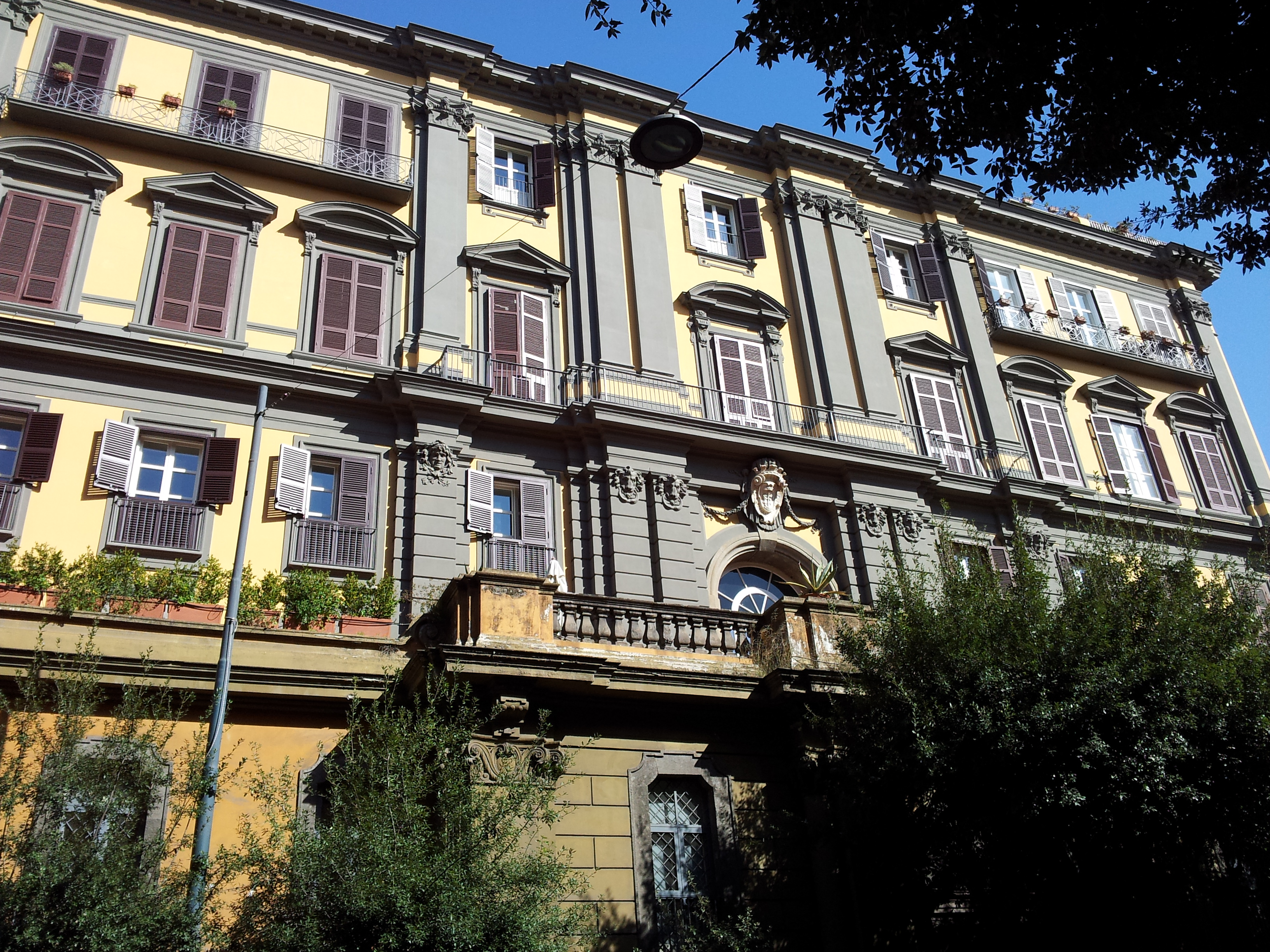
Il palazzo Albertini di Cimitile

Partendo dal Museo, la strada mostra sui lati una cortina di palazzi costruiti prima della metà del XIX secolo. Dopo pochi metri sulla destra si erge il palazzo dove è morto Giuseppe Pisanelli, uno dei primi ministri della giustizia dello Stato italiano e dove è nato il pittore Bernardo Celentano.
Proseguendo, sulla destra si erge la seicentesca chiesa di Santa Teresa degli Scalzi, raggiungibile tramite una monumentale scala realizzata nel 1835. Sulla rampa destra si apre l'Istituto Paolo Colosimo, uno dei più importanti istituti per ciechi, la cui sede è nell'ex-convento dei Carmelitani Scalzi.
Poco più avanti, quasi alla stessa altezza, si ergono a sinistra la chiesa di Santa Maria della Verità, detta anche di Sant'Agostino degli Scalzi, originariamente raggiungibile tramite una piazzetta che si apriva sulla prima strada, poi isolata dai lavori del corso Napoleone e nascosta da un palazzo edificato nel 1905; sulla destra il palazzo Albertini di Cimitile, che si presenta nel suo aspetto settecentesco su un basamento del secolo successivo sempre dovuto ai lavori del corso che non permette un'adeguata visione del palazzo.

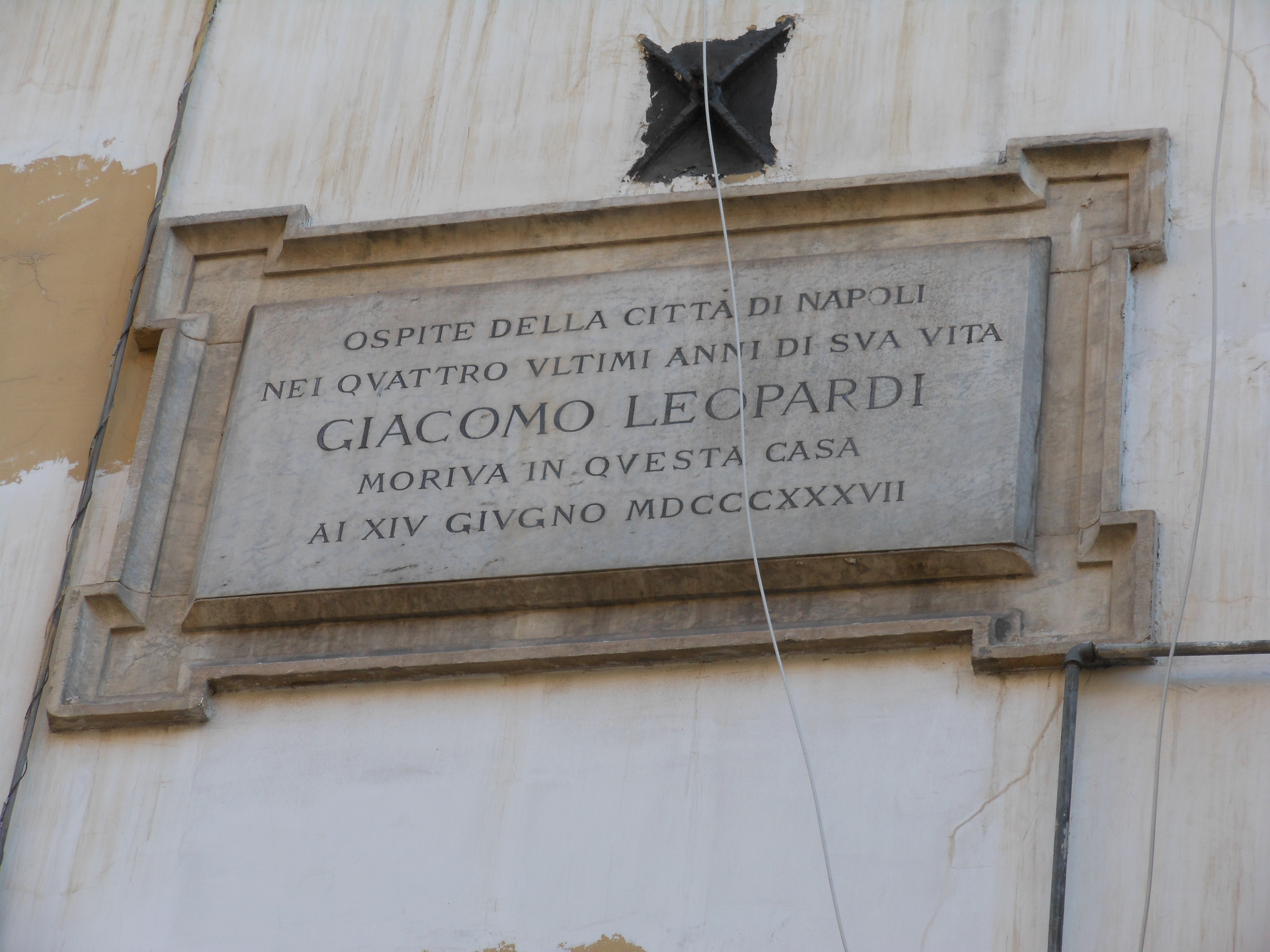
La lapide in ricordo della casa in cui morì Leopardi

Superato il palazzo, sulla destra si nota il palazzo Giura, dove è posta una lapide che ricorda il quartierino (cioè piccolo appartamento) in cui Giacomo Leopardi morì nel 1837, il cui accesso è dal civico 2 di vico Pero, strada interna parallela a via Santa Teresa che fu aperta nel 1735 come testimoniano due lapidi poste ad inizio e fine del vicolo.
Presso l'incrocio con via Materdei e via Stella, sulla sinistra c'è il palazzo del conservatorio di Santa Maria della Purità degli Orefici con annessa chiesa, oggi sede dell'Istituto Maestre Pie Filippini che lo acquistarono nei primi anni del XX secolo.
All'altezza del palazzo ci fu il luogo di una delle tante barricate innalzate contro i tedeschi durante le quattro giornate di Napoli. In particolare questa fu realizzata con un tram delle tranvie di Capodimonte che fu fatto deragliare e coricato di traverso. Qui ci fu un'asperrima battaglia con i nazisti e proprio in questa occasione, mentre lanciava bombe dal terrazzo dell'istituto, morì lo scugnizzo Gennaro Capuozzo il 29 settembre 1943. Il suo sacrificio è ancora oggi testimoniato da una lapide posta dall'ANPI il 26 maggio 1956 che menziona con lui altri otto eroi morti nella battaglia di Santa Teresa. Tra questi è incluso anche uno sconosciuto marinaio, il cui nome non ci è pervenuto.

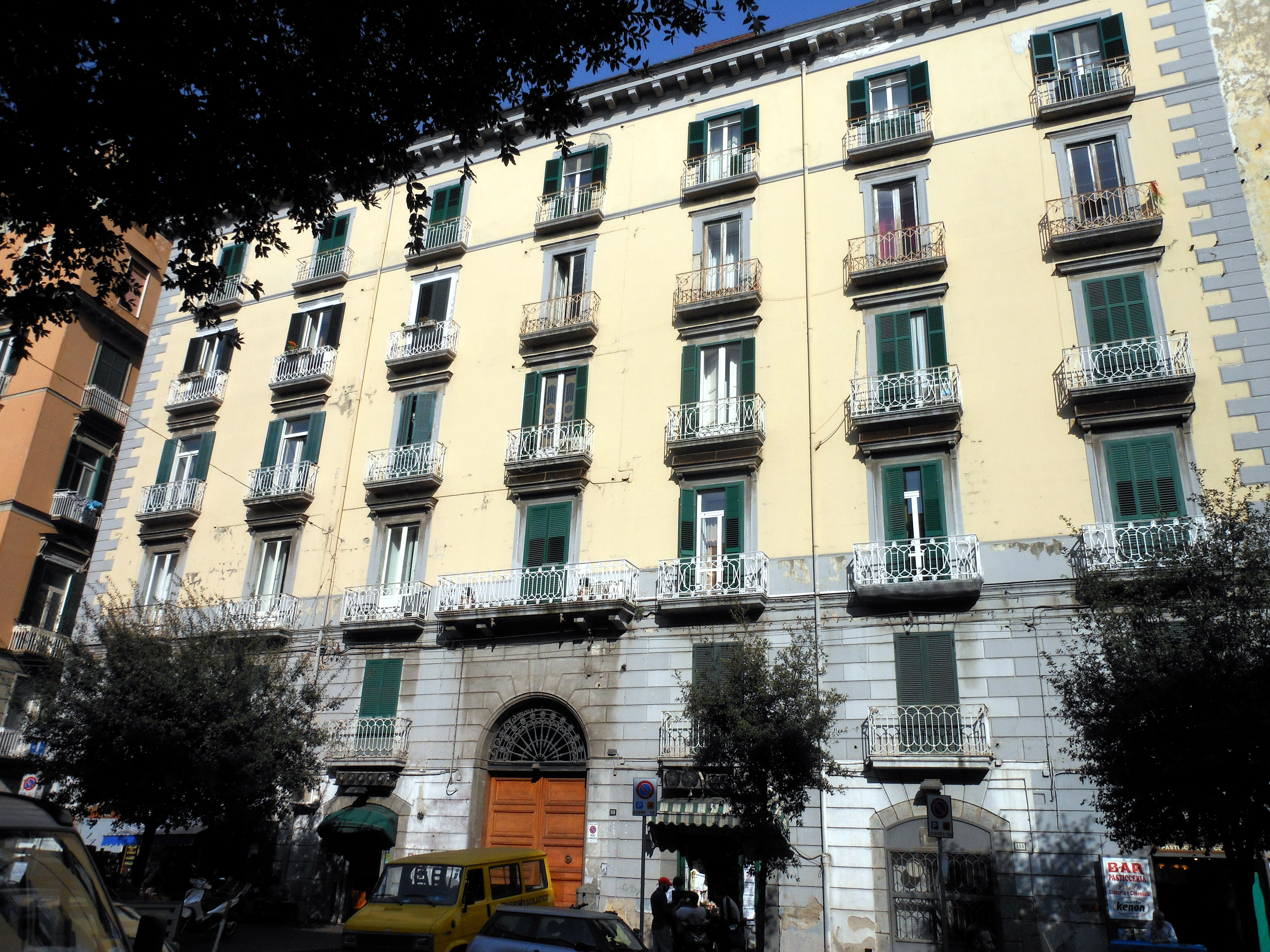
Palazzo Mautone

Nel tratto seguente la strada assume un tracciato rettilineo e piano. Su di esso affacciano sulla destra due monumentali palazzi: il primo, al civico 118, è il palazzo Mautone, realizzato dall'architetto Pietro Valente nei primi anni trenta del XIX secolo su commissione del negoziante Mautone, e poi passato agli eredi baroni de Costanzo. Presenta un basamento bugnato con il semplice portale sormontato da un balcone retto da quattro mensoloni, quattro piani con sette finestre ciascuno e infine un imponente cornicione. In questo palazzo ha abitato Tina Pica.
Il secondo palazzo è il palazzo Scognamiglio, realizzato da Giuseppe Califano su commissione del torrese Raffaele Scognamiglio (le cui iniziali sono visibili nella rosta), che mostra una facciata con elementi neoclassici come il portale balconato in rilievo rispetto alla facciata, il basamento bugnato, le finestre con timpano al primo piano, il cornicione a lesene e foglie e, sull'ultimo livello, un timpano sostenuto da due colonne e quattro lesene.
Proseguendo, sulla sinistra è visibile il palazzo di Majo che conserva ancora l'ingresso originario di discesa Sanità, con il cortile tagliato e dunque a forma semipoligonale. Sulla strada è stato aperto un portoncino che permette facile accesso alla struttura dando direttamente sulla tromba esagonale delle scale.

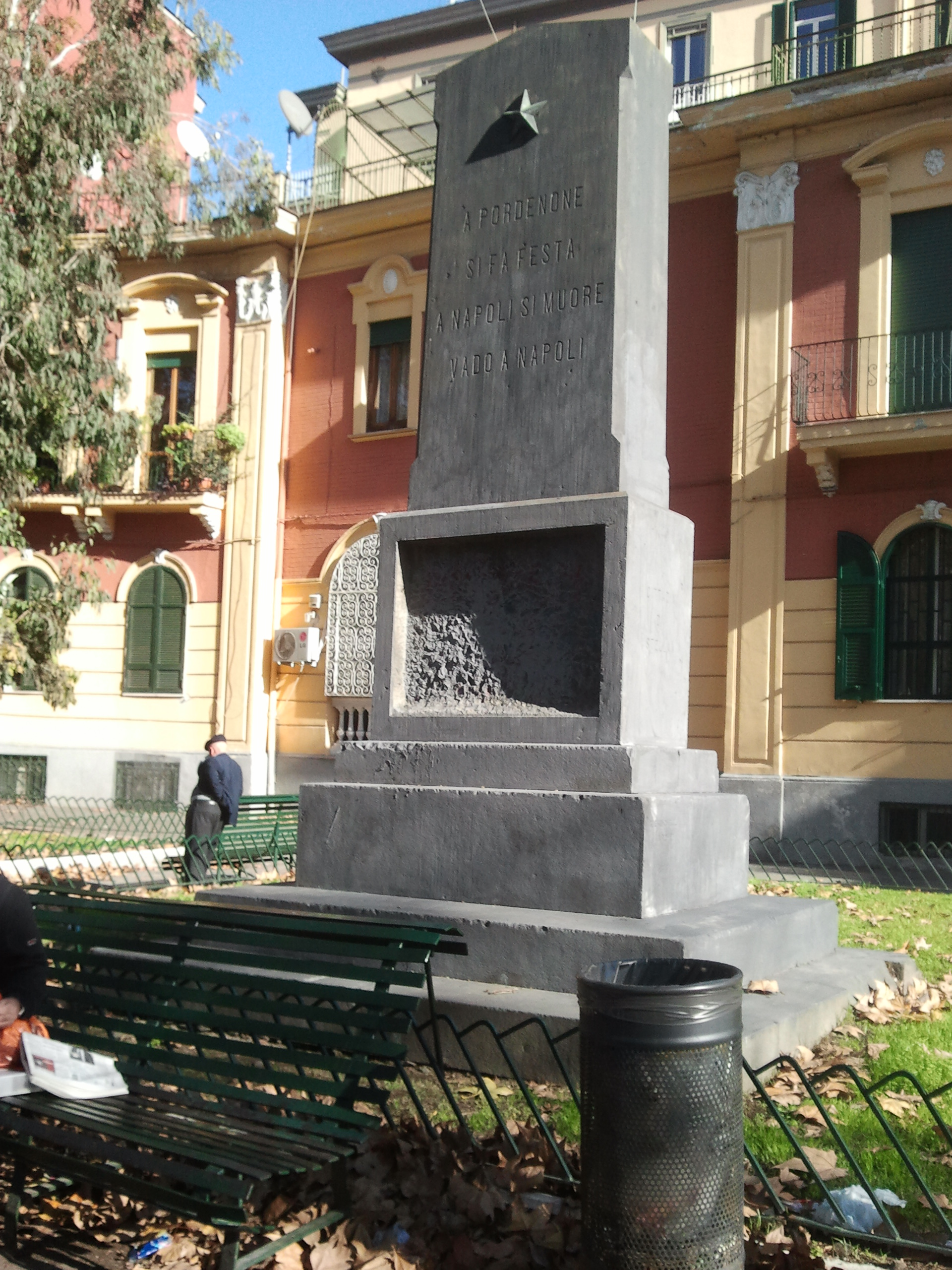
Monumento a Umberto I

Dopo aver superato sulla destra una palazzina e il palazzo dove morì il pedagogo Andrea Angiulli, la strada termina nell'emiciclo Capodimonte, una piazza intermedia rispetto al successivo tondo, che sebbene sia indicata come emiciclo (cioè metà cerchio) è di fatto un discreto slargo circolare, occupato nei semicerchi da giardini. Sul lato sinistro si erge il marmoreo monumento ai caduti del quartiere della prima guerra mondiale che presenta sulla sommità il busto di un soldato italiano.
Sul lato destro è situato il monumento a Umberto I d'Italia realizzato dall'architetto Errichelli, inaugurato il 29 luglio 1901 in occasione del primo anniversario della sua morte. Viene ricordata la sua visita alla città colpita dal colera del 1884. L'epigrafe reca il suo famoso telegramma "A Pordenone si fa festa, a Napoli si muore, vado a Napoli". Il Re infatti era atteso nella città friulana per una gara, ma declinò saputa la tragedia. Il monumento presentava anni fa un bassorilievo in bronzo dello scultore Raffaele Belliazzi che raffigurava il Re che porta conforto ai colerosi, purtroppo trafugato.
A contorno dell'emiciclo, sulla destra, c'è la palazzina Mautone, divisa in due ali, che mostra un'architettura puramente eclettica. Dietro l'edificio sorge il rione Ferrovieri, a suo tempo adibito ad ospitare le famiglie di una cooperativa di ferrovieri, costruito nel 1924 nel giardino del convento di Santa Margherita a Fonseca, il quale è ora istituto scolastico.